# サフィー1世
サフィー1世（ペルシア語: شاه صفی,
1610年? - 1642年5月12日）は、サファヴィー朝の第6代シャー（在位：1629年2月17日 - 1642年5月12日）。名君と称えられたアッバース1世の孫で、祖父と対照的に暗愚で失政を繰り返したが、祖父の残した統治体制が有効に機能していたためサファヴィー朝は繁栄を保った。

## 生涯
父は第5代君主アッバース1世の長男であるムハンマド・バーキール・ミールザーであったが、1615年に讒言を真に受けた祖父に暗殺され、サフィーは後宮で育てられた。叔父達も続け様に祖父に反乱を起こして失明されたり早世したため、残された後継者はサフィーしかいなくなり、1629年1月に祖父が死去すると、2月にサフィー1世が跡を継いだ。しかし他の一族も後継者に名乗りを挙げたため、サフィー1世は自らの地位を磐石にするため王族の粛清に乗り出した。
サフィー1世は即位から5年間は粛清に奔走し、目を潰された2人の叔父を殺害、1632年には後宮の女性達や他の傍系王族の男児も殺害・失明に追いやった。更に祖父と共に繁栄を築き上げた重臣らも殺戮したが、特に注目されたのは祖父からグルジアやイラン南部（ファールス）の統治を任されていた将軍イマーム・クリー・ハーンと3人の息子を1633年に殺害したことであった。彼の殺害に関しては、地方役人と陰謀を企てたという罪状からだったが証拠不十分であり、処刑の目的は彼の所領を奪い取って直轄領にしようとしたためとされる。
王族・重臣に向けた残酷な処罰とは別に、内政でも動揺が見られ、1629年に北西のギーラーンで絹の専売に反発した生産者や輸送役のアルメニア人商人層が反乱を起こし、翌1630年に鎮圧したサフィー1世は専売を止めてアルメニア人商人層に販売を委ねた。1631年に旧首都ガズヴィーンでも発生したスーフィーの反乱を治めたが、いずれもサフィー1世の統率力不足から起こった出来事であった。
外交では、祖父の時代から継続していた第四次オスマン・サファヴィー戦争（1623年 - 1639年）を機にバグダードやイラクを奪われていたオスマン帝国が反撃を開始、1633年にはアルメニアのエリヴァンを奪われ、1638年にスルタン・ムラト4世がイラク親征を行いバグダードを奪回された。同年に東部のカンダハールもムガル帝国に奪われ、1639年にオスマン帝国との間で正式に条約が結ばれイラクの放棄を明記した。北東のホラーサーンにもブハラ・ハン国（ジャーン朝）が11回も侵入して領土を侵食され、サファヴィー朝の領土は著しく縮小した。
こうした失敗はあったものの、サルー・タキ（美しい髭の意）と称された寵臣のミールザー・ムハンマド・タキの登用とグルジアに対する配慮で何とか挽回出来た。祖父の代から官僚として取り立てられ、サフィー1世にも気に入られ1634年に大宰相に任命されたタキは無欲の清廉の士であったとされ、領土の縮小した王朝の繁栄のために大規模な公共事業を推進し、増税と地方役人の不正処罰を敢行、王室図書館の維持や交易の発展など、文化・交易事業も推進して王朝をなおも繁栄させている。また、グルジアには従属国のカルトリ王国（1484年-1762年）のルスタム・ハーンを通して支配を行い、宗教の寛容とグルジア人の帰還でグルジア東部を安定させた。しかし、宗教寛容政策をイランにも適用させ、キリスト教と接触して首都イスファハーンに教会や司教座を建てさせたことはイスラム教シーア派の不満を買った。
1642年5月12日、カンダハール奪還への遠征途中で熱病にかかり33歳で死去。麻薬中毒を紛らわすために大量の飲酒をして、それが原因で死亡したともいう。跡を子のアッバース2世が継いだ。
サフィー1世の評価は残虐、寛大と分かれていて、キリスト教徒からは「寛大で魅力的、愛想の良い人物」とあるが、その他の評では「国の利益を優先するため、無慈悲で残酷な君主だった」とある。また、サフィー1世に庇護されていたカルメル会修道士は「これまでペルシアに、これほど残酷で流血をいとわなかった王がいなかったことは確かである」と記録している。

## 宗室

### 父母
- ムハンマド・バーキール・ミールザー（英語版）（第5代君主・アッバース1世の長男）
- ディルラム・ハーヌム（英語版）

### 后妃
- アンナ・ハーヌム（チェルケス人）

### 子
- アッバース2世（第7代君主。母はアンナ・ハーヌム）
- マリヤム・ベーグム（娘）